# Диренийтербий
Дирѐнийте́рбий — бинарное неорганическое соединение, интерметаллид
рения и тербия
с формулой TbRe2,
кристаллы.

## Получение
- Сплавление стехиометрических количеств чистых веществ в инертной атмосфере:

{\displaystyle {\mathsf {2Re+Tb\ {\xrightarrow {2450^{o}C}}\ TbRe_{2}}}}

## Физические свойства
Диренийтербий образует кристаллы гексагональной сингонии, пространственная группа P 63/mmc, параметры ячейки a = 0,5272 нм, c = 0,8448 нм, Z = 4,
структура типа дицинкмагния MgZn2 (фаза Лавеса)
.
Соединение образуется по перитектической реакции при температуре 2450 °C.